# Hessen
Hessen er en delstat i Tyskland. Den har et areal på 21.110 km² og 6.280.793 (31.12.2024) 6.207.278(2022) indbyggere. Hovedstaden er Wiesbaden, og ministerpræsident er Volker Bouffier (CDU). 
Hessen grænser mod de tyske delstater Nordrhein-Westfalen, Niedersachsen, Thüringen, Bayern, Baden-Württemberg og Rheinland-Pfalz. De vigtigste byer omfatter Frankfurt am Main, Wiesbaden, Darmstadt, Marburg, Kassel, Gießen, Wetzlar,  Offenbach og Fulda.

## Historie
I den tidlige middelalder var Hessen en del af Thüringen, men efter den thüringske arvefølgekrig (1247-1264) blev Hessen et uafhængigt grevskab inden det tysk-romerske rige. Staten eksisterede indtil 1567, da Philip 1. af Hessen døde, og Hessen blev opdelt i fire småstater: Hessen-Kassel, Hessen-Marburg, Hessen-Rheinfels og Hessen-Darmstadt.
Hessen-Rheinfels blev annekteret af Hessen-Darmstadt i 1583. Hessen-Marburg af Hessen-Kassel i 1604. En udbryderlinje fra Hessen-Darmstadt førte til oprettelsen af Hessen-Homburg i 1622, således at Hessen bestod af tre stater i slutningen af det syttende århundrede.
Hessen-Kassel blev et kurfyrstendømme fra 1803, men blev i 1866 sammen med Hessen-Homburg og hertugdømmet Nassau annekteret af Preussen, der etablerede provinsen Hessen-Nassau.
Hessen-Darmstadt blev kaldt Storhertugdømmet Hessen fra 1806 og bevarede sin uafhængighed.
Under Weimarrepublikken fra 1919 blev Hessen-Nassau en del af Preussen og Hessen-Darmstadt en administrative region indenfor Tyskland. Efter anden verdenskrig blev delstaten Hessen etableret og omfattede de tidligere delstater Hessen(-Darmstadt) og Hessen-Nassau, bortset fra nogle områder vest for Rhinen, der blev en del af Rheinland-Pfalz.

## Ministerpræsidenter af Hessen
- 1945: Ludwig Bergsträsser
- 1945 – 1946: Karl Geiler
- 1946 – 1950: Christian Stock (SPD)
- 1950 – 1969: Georg-August Zinn (SPD)
- 1969 – 1976: Albert Osswald (SPD)
- 1976 – 1987: Holger Börner (SPD)
- 1987 – 1991: Walter Wallmann (CDU)
- 1991 – 1999: Hans Eichel (SPD)
- 1999 – 2010: Roland Koch (CDU)
- Siden 2010: Volker Bouffier (CDU)

## Administrativ opdeling
Hessen blev i  1981 opdelt i 3  Regierungsbezirke Darmstadt, Gießen og Kassel, disse er opdelt i  5 Kreisfrie byer og 21 Landkreise med 426 kommuner.

### Landkreise
Hessens Landkreise indordnet i de respektive  Regierungsbezirke. Det er administrationsbyer der står med småt.
| Regierungsbezirk Darmstadt | Regierungsbezirk Gießen | Regierungsbezirk Kassel |
| --- | --- | --- |
| 1. Bergstraße (Heppenheim) 2. Darmstadt-Dieburg (Darmstadt, Ortsteil Kranichstein) 3. Groß-Gerau (Groß-Gerau) 4. Hochtaunuskreis (Bad Homburg) 5. Main-Kinzig-Kreis (Gelnhausen) 6. Main-Taunus-Kreis (Hofheim am Taunus) 7. Odenwaldkreis (Erbach) 8. Offenbach (Dietzenbach) 9. Rheingau-Taunus-Kreis (Bad Schwalbach) 10. Wetteraukreis (Friedberg) | 1. Gießen (Gießen) 2. Lahn-Dill-Kreis (Wetzlar) 3. Limburg-Weilburg (Limburg) 4. Marburg-Biedenkopf (Marburg) 5. Vogelsbergkreis (Lauterbach) | 1. Fulda (Fulda) 2. Hersfeld-Rotenburg (Bad Hersfeld) 3. Kassel (Kassel) 4. Schwalm-Eder-Kreis (Homberg (Efze)) 5. Werra-Meißner-Kreis (Eschwege) 6. Waldeck-Frankenberg (Korbach) |

### Kreisfrie byer
Der er fem kreisfrie byer i Hessen:
- Darmstadt
- Frankfurt am Main
- Kassel
- Offenbach am Main
- Wiesbaden

## Ekstern henvisning
- Wikimedia Commons har flere filer relateret til Hessen
- Officiel regeringsportal Arkiveret 12. november 2002 hos  hos Library of Congress

50°36′29″N 9°01′42″Ø / 50.60803°N 9.02847°Ø
1. 1 2  www.zensus2022.de (fra Wikidata).